# Ракутувахини, Эммануэль
Эммануэль Ракутувахини (малаг. Emmanuel Rakotovahiny; 16 августа 1938 — 1 июля 2020) — малагасийский политический деятель, премьер-министр Мадагаскара с 30 октября 1995 по 28 мая 1996 года.

## Биография
В условиях политического кризиса и объявления третьей республики на Мадагаскаре, 30 октября 1995 года Эммануэль Ракутувахини был назначен на пост премьер-министра Мадагаскара. Ранее, президент Альберт Зафи, введя поправки в конституцию, получил право самому назначать премьер-министра, надеясь в конечном закончить конфликт между главой государства и правительства. Однако, Ракутувахини не удается восстановить дисциплину в парламентских рядах, и 17 мая 1996 года, Национальное Собрание выносит вотум недоверия его правительству и ему самому: «за» 109 голосов, «против» — 15. Четыре месяца спустя, состоялась отставка и президента путём голосования парламента.
Как близкий союзник Альберта Зафи, он является президентом политической партии «Национальный союз за демократию и развитие», а также вице-президентом Национального комитета по примирению, во главе с Зафи. 6 октября 2009 года он был назначен вице-президентом Мадагаскара в рамках соглашения, предназначенного для решения политического кризиса 2009 года.